# Marolles-les-Buis
Marolles-les-Buis és un municipi francès, situat al departament de l'Eure i Loir i a la regió de Centre – Vall del Loira. L'any 2007 tenia 264 habitants.

## Demografia

### Població
El 2007 la població de fet de Marolles-les-Buis era de 264 persones. Hi havia 108 famílies, de les quals 20 eren unipersonals (16 homes vivint sols i 4 dones vivint soles), 52 parelles sense fills i 36 parelles amb fills.
La població ha evolucionat segons el següent gràfic:
Habitants censats

### Habitatges
El 2007 hi havia 152 habitatges, 107 eren l'habitatge principal de la família, 42 eren segones residències i 3 estaven desocupats. Tots els 148 habitatges eren cases. Dels 107 habitatges principals, 96 estaven ocupats pels seus propietaris, 7 estaven llogats i ocupats pels llogaters i 3 estaven cedits a títol gratuït; 1 tenia una cambra, 9 en tenien dues, 20 en tenien tres, 29 en tenien quatre i 47 en tenien cinc o més. 95 habitatges disposaven pel capbaix d'una plaça de pàrquing. A 45 habitatges hi havia un automòbil i a 54 n'hi havia dos o més.

### Piràmide de població
La piràmide de població per edats i sexe el 2009 era:
| Homes | Edats   | Dones |
| ----- | ------- | ----- |
| 0     | 95 o +  | 0     |
| 0     | 90 a 94 | 0     |
| 0     | 85 a 89 | 4     |
| 0     | 80 a 84 | 4     |
| 8     | 75 a 79 | 4     |
| 8     | 70 a 74 | 12    |
| 4     | 65 a 69 | 8     |
| 8     | 60 a 64 | 12    |
| 4     | 55 a 59 | 8     |
| 8     | 50 a 54 | 8     |
| 12    | 45 a 49 | 4     |
| 0     | 40 a 44 | 8     |
| 12    | 35 a 39 | 4     |
| 4     | 30 a 34 | 4     |
| 8     | 25 a 29 | 4     |
| 4     | 20 a 24 | 4     |
| 0     | 15 a 19 | 8     |
| 8     | 10 a 14 | 4     |
| 0     | 5 a 9   | 8     |
| 4     | 0 a 4   | 0     |

## Economia
El 2007 la població en edat de treballar era de 154 persones, 117 eren actives i 37 eren inactives. De les 117 persones actives 107 estaven ocupades (61 homes i 46 dones) i 10 estaven aturades (5 homes i 5 dones). De les 37 persones inactives 17 estaven jubilades, 11 estaven estudiant i 9 estaven classificades com a «altres inactius».

### Ingressos
El 2009 a Marolles-les-Buis hi havia 106 unitats fiscals que integraven 255 persones, la mediana anual d'ingressos fiscals per persona era de 17.358 €.

### Activitats econòmiques
Dels 3 establiments que hi havia el 2007, 1 era d'una empresa de comerç i reparació d'automòbils, 1 d'una empresa immobiliària i 1 d'una empresa de serveis.
L'únic servei als particulars que hi havia el 2009 era una agència immobiliària.
L'any 2000 a Marolles-les-Buis hi havia 16 explotacions agrícoles que ocupaven un total de 918 hectàrees.

## Poblacions properes
El següent diagrama mostra les poblacions més properes.